# Mont-Saint-Aignan
Mont-Saint-Aignan is een gemeente in het Franse departement Seine-Maritime (regio Normandië). De plaats maakt deel uit van het arrondissement Rouen. Mont-Saint-Aignan telde op 1 januari 2022 20.188 inwoners.
De gemeente vormt een deel van het stedelijk gebied rond Rouen. De campus van de Universiteit van Rouen is gevestigd in Mont-Saint-Aignan.

## Geschiedenis
Vanaf de 12e eeuw was in de plaats een grote leprozerie gevestigd. De gemeente werd gesticht in 1819 waarbij de parochies Mont-aux-Malades en Saint-Aignan werden samengevoegd. Tot het begin van de 20e eeuw was het voornamelijk nog een landbouwgemeente. Er kwamen katoenspinnerijen in de gemeente en na de Tweede Wereldoorlog verstedelijkte de gemeente snel als deel van de stedelijke agglomeratie rond Rouen.

## Geografie
De oppervlakte van Mont-Saint-Aignan bedroeg op 1 januari 2022 7,94 vierkante kilometer; de bevolkingsdichtheid was toen 2.542,6 inwoners per km².
De onderstaande kaart toont de ligging van Mont-Saint-Aignan met de belangrijkste infrastructuur en aangrenzende gemeenten.

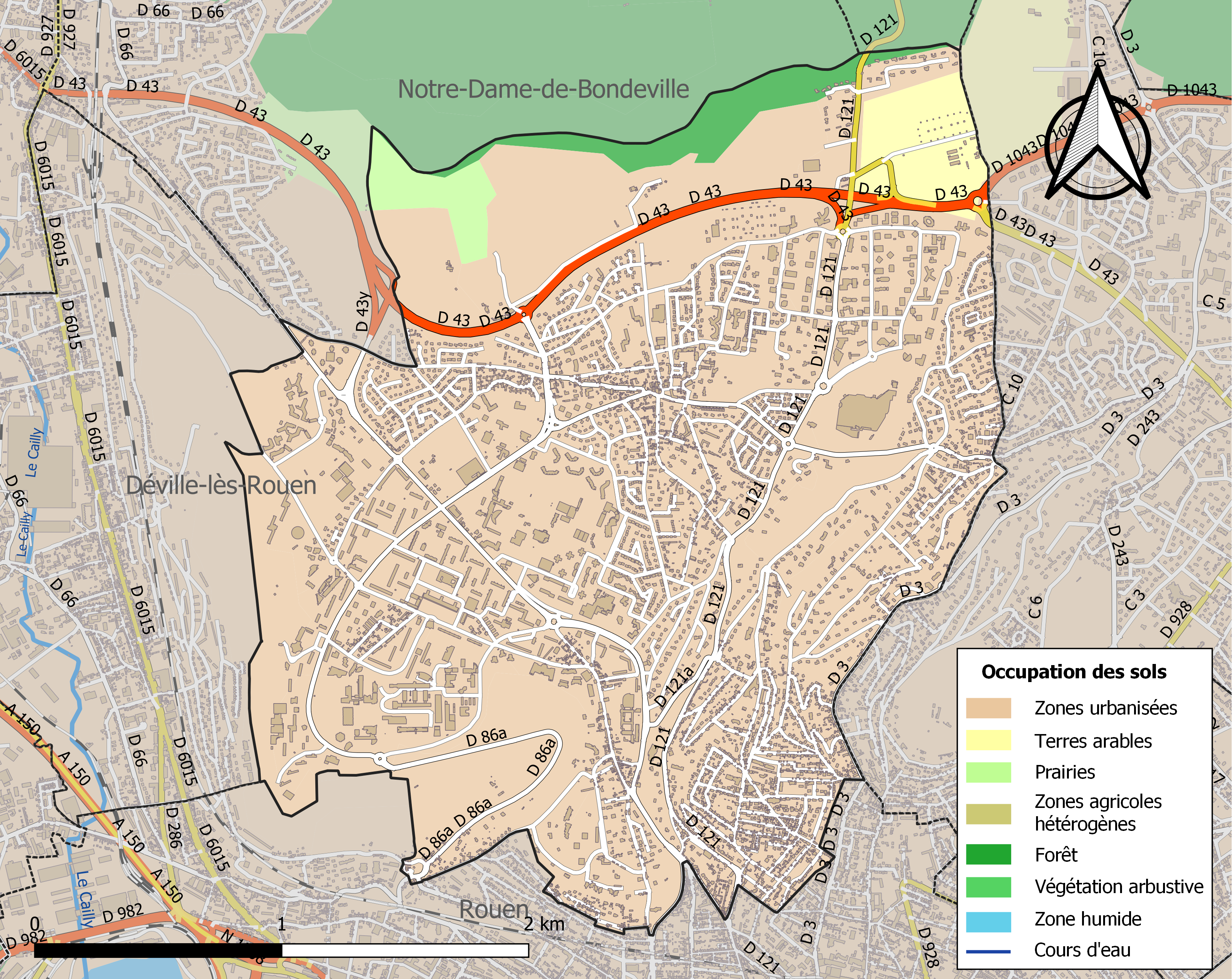

## Demografie
Onderstaande figuur toont het verloop van het inwonertal (bron: INSEE-tellingen).

## Geboren
- Jacques Anquetil (1934-1987), wielrenner
- Olivier Blondel (1979), voetballer
- Jérôme Pineau (1980), wielrenner
- Jamel Aït Ben Idir (1984), Marokkaans-Frans voetballer
- Mathieu Duhamel (1984), voetballer
- Mohamed Sissoko (1985), Malinees voetballer
- Sandy Dujardin (1997), wielrenner
- Matis Louvel (1999), wielrenner